# Mallosia heydeni
Mallosia heydeni là một loài bọ cánh cứng trong họ Cerambycidae.